# Die Wildgänse kommen
Die Wildgänse kommen (Originaltitel: The Wild Geese) ist ein britischer Film von Andrew V. McLaglen aus dem Jahr 1978 nach dem Roman The Thin White Line von Daniel Carney. Der Titelsong Flight of the Wild Geese wurde von Joan Armatrading geschrieben und gesungen.

## Handlung
Im Auftrag des britischen Bankiers Matherson wird eine Truppe von fünfzig Söldnern zusammengestellt, um im (fiktiven) afrikanischen Zembala (mit der Amtssprache Swahili, erkennbar an den Beschriftungen im Militärlager) den gestürzten und gefangengenommenen Regierungschef Limbani zu befreien. Man erhofft sich dadurch, die großen Vorkommen an Kupfer ausbeuten zu können. Der in die Jahre gekommene Colonel Allen Faulkner leitet die Operation mit der Hilfe einiger kampferprobter alter Freunde, darunter Shawn und Rafer, der einen kleinen Sohn hat. Vor ihrem Einsatz erfolgt einige Tage militärisches Training.
Die Söldnerarmee springt terminlich vorgezogen nachts aus einer Lockheed C-130 Hercules über dem Zielgebiet in Zembala ab. Der eine Teil befreit Limbani in einer Kommandoaktion, der andere Teil erobert einen nahe gelegenen Flughafen, wo die Lockheed sie nach der Aktion für den Rückflug wieder aufnehmen soll. Bei der Befreiung Limbanis werden schlafende zembalische Soldaten von den Söldnern mit Giftgas getötet. Die geplante Ausreise scheitert, da ihr Auftraggeber Matherson mittlerweile kein Interesse mehr an der Befreiung hat, weil er mit der derzeitigen Regierung einen Vertrag über die Schürfrechte der Kupfervorkommen geschlossen hat, so zudem auch die Erfolgsprämie einspart und daher das zur Rückreise entsandte Flugzeug wieder zurückbeordert.
Die im Stich Gelassenen versuchen nun, auf eigene Faust ihren Verfolgern zu entkommen. Verfolgt werden sie von der zembalischen Elitetruppe, den Simbas. Auf ihrer Flucht in einen sicheren Nachbarstaat werden sie von einem Flugzeug angegriffen und verlieren durch den Abwurf einer Napalmbombe zahlreiche Männer sowie den Großteil ihrer gekaperten Fahrzeuge. Sie teilen sich auf und kämpfen sich eine Zeitlang getrennt durch den Busch. Schließlich finden sie nahe einem kleinen Dorf einen Feldflughafen, auf dem eine alte, aber noch flugfähige Douglas DC-3 steht. Mit letzter Kraft gelingt es den verbliebenen Söldnern mit dem verletzten Limbani, das Flugzeug zu starten; der Großteil von ihnen ist bereits zuvor getötet worden. Faulkner erschießt seinen Freund Rafer auf dessen Verlangen vom Flugzeug aus auf dem Rollfeld, um ihm die Folter durch die heranstürmenden Simbas zu ersparen.
Während des Fluges nach Rhodesien geht ihnen noch beinahe der Treibstoff aus. In letzter Sekunde erhalten sie mit Hilfe ihres prominenten Passagiers doch noch eine Landeerlaubnis für Salisbury, Limbani stirbt jedoch noch vor der Landung im Flugzeug an den Folgen seiner Verletzungen.
Am Ende des Films dringt Faulkner in das Haus Mathersons in London ein und stellt ihn zur Rede. Das Angebot Mathersons, ihn gegen eine Zahlung von Lösegeld zu verschonen, nimmt er zum Schein an und erschießt ihn, nachdem er das Geld an sich genommen hat. Anschließend nimmt er sich des Sohnes seines Freundes Rafer an.

## Hintergrund
Von der Star-Crew, die dem Produzenten Euan Lloyd vorschwebte, musste er nur auf Burt Lancaster verzichten, der die Rolle von "Rafer Janders" spielen sollte, aber zu große Änderungen am Drehbuch verlangte. Als folgenschwer erwies sich das Engagement des Regisseurs Andrew V. McLaglen, der auf der schwarzen Liste von United Artists, Lloyds üblichem Verleihpartner in den USA, stand. Für den Co-Produzenten Erwin C. Dietrich, der von dessen Mitarbeiter Edi Stöckli gewonnen wurde, bedeutete es den Einstieg in ein unbekanntes Terrain. Auf die Dreharbeiten hatte er keinen Einfluss, von ihm stammt jedoch der deutsche Titel Die Wildgänse kommen. Mike Hoare agierte als technischer Berater. Sein Leben war die Vorlage für Richard Burtons Rolle. Darüber hinaus waren auch zunächst noch andere Schauspieler im Gespräch, so schlugen die amerikanischen Investoren O.J. Simpson statt Roger Moore vor, Curd Jürgens sollte ursprünglich statt Hardy Krüger spielen, und Stewart Granger ersetzte in letzter Minute Joseph Cotten.
Die meisten Aufnahmen entstanden ab September 1977 in Südafrika. Das unverhoffte Wohlwollen des südafrikanischen Regimes sowie die wenig transparenten Investgeschäfte der südafrikanischen Geldgeber riefen Kritik hervor. Der Film war zum Teil umstritten wegen der Apartheidspolitik in Südafrika (Drehort umfangreicher Außenaufnahmen) und einer rücksichtslosen Vorgehensweise der Filmhelden (Einsatz von Gas). Der Schauspieler Hardy Krüger hat sich später aufgrund des beim Filmschnitt veränderten Schwerpunktes, weg von dem eigentlichen politisch-sozialen Konflikt hin zu einer – vor allem in der Endphase – von Actionszenen dominierten Darstellung, von seiner Beteiligung distanziert.
Der Trailer von 1977 warb mit der Aussage: „50 stahlharte Söldner, sie fliegen wie die Vögel, sie kämpfen wie Schakale – Töten ist ihr Geschäft.“

### Historischer Hintergrund
Als Wildgänse bezeichnete man Iren, die im 17./18. Jahrhundert in europäischen Armeen kämpften. Viele junge Iren mussten die Insel nach verlorenem Kampf zusammen mit den Jakobiten gegen König Wilhelm (William) von Oranien verlassen. Die erfolgreichste Wildgans war Peter Graf von Lacy. Colonel Mike Hoare, der militärtechnische Berater des Films, stand dabei als britischer Offizier Pate, denn seine Söldnertruppe im Kongo (5 Commando) wurde zumindest ideell in Anlehnung an die historischen Wildgänse aufgebaut.
Inhalt des Filmes ist die Befreiung eines Staatspräsidenten aus politischer Gefangenschaft. Der direkte Bezug lässt sich zum Kongo ausmachen, wo in den 1960er Jahren sowohl Patrice Lumumba als auch Moïse Tschombé entführt wurden und in den Händen ihrer politischen Gegner ums Leben kamen. Man kann unterstellen, dass der Film eine fiktive Befreiungsaktion zur Rettung Tschombés beschreibt, und es gab nach dessen Entführung und Gefangenhaltung in Algerien zumindest gerüchteweise auch Bestrebungen, einen ebensolchen Coup mit bezahlten Söldnern durchzuführen. Im Vorspann des Films ist ein Foto Tschombés zu sehen, und auch die in der Rückblende gezeigte Entführung des Flugzeugs mit Präsident Limbani an Bord ist eine deutliche Anspielung auf das Schicksal Tschombés.
Laut der Special-Edition-DVD des Films (unter Making of) soll 1968 eine alte Douglas DC-3 Dakota in Rhodesien gelandet sein. An Bord waren nach Gerüchten ein schwarzer Präsident und zahlreiche tote und verletzte Söldner. Obwohl es am darauf folgenden Tag in der afrikanischen Presse stand, wurde die Geschichte nie bestätigt.
Simba heißt Löwe in der Sprache Swahili.

### Erfolg
Der Film hatte an den internationalen Kinokassen großen Erfolg und entwickelte sich mit 3,69 Millionen Besuchern zu einem Zuschauermagneten. In der Schweiz zählte man bis 1978 263.013 Eintritte, bis 1980 mit Zweitauswertungen und Wiederaufführungen 333.358 Eintritte. Da sich der Co-Produzent Dietrich auch die Vermarktung auf Super-8, Video und im Fernsehen gesichert hatte, wurden die Wildgänse sein größter kommerzieller Erfolg überhaupt.
Der Film war auch in Großbritannien und anderen Ländern erfolgreich, nicht aber im wichtigen US-Geschäft. Nachdem der Distributions-Deal mit United Artists geplatzt war, schloss Lloyd mit dem Verleiher Allied Artists einen Vertrag. Kurz nach dem Anlaufen des Films musste Allied Artists Konkurs anmelden, so dass The Wild Geese in den Vereinigten Staaten weitgehend unbekannt blieb.

## Fortsetzungen
Im Jahr 1985 entstand eine Fortsetzung unter dem Titel Wildgänse 2; Regie führte Peter R. Hunt. Ursprünglich sollte im zweiten Teil erneut Richard Burton die Hauptrolle des Allen Faulkner spielen. Burton verstarb jedoch kurz vor Beginn der Dreharbeiten, so dass die Rolle  kurzfristig mit Edward Fox umbesetzt wurde. Auch Roger Moore wurde angetragen, seine Rolle wieder aufzunehmen, allerdings war er „nicht sonderlich erpicht darauf“ und lehnte ab. In weiteren Rollen waren Scott Glenn, Barbara Carrera und Laurence Olivier als Rudolf Heß zu sehen.
Neun Jahre nach dem ersten Teil (1986) wurde mit Die Rückkehr der Wildgänse eine weitere Fortsetzung gedreht, die jedoch in keinem Zusammenhang mit dem ersten Teil steht. Der Film gehört in die Reihe der Söldner-Filme, die von Erwin C. Dietrich, dem Co-Produzenten des Originals, produziert wurden (Geheimcode: Wildgänse, Kommando Leopard, Der Commander).

## Kritiken
„Der Abenteuerfilm huldigt einem fragwürdigen Männlichkeitskult und verschenkt ein wichtiges politisches Thema zugunsten oberflächlicher Unterhaltung.“

„Mit Starschauspielern dreht Andrew V. McLaglen ein Söldnerspektakel vom zweifelhaftem Inhalt. [In der] ganz auf Action und Gewalt angelegte[n] Geschichte […] wird hemmungslos dem Männlichkeitsideal des brutalen Draufgängers [gehuldigt], der sich im Kampf Mann gegen Mann bewährt, die Kameradschaft über alles setzt und beim Gegner keine Gnade kennt. Selbst vor Rassendiskriminierung schreckt McLaughlin dabei nicht zurück.“

„Die Wildgänse kommen gibt sich als Abenteuerfilm mit militärischem Zuschnitt, der kaum die Moral des Söldnerkommandos hinterfragt, andererseits rassistische Töne nicht ausspart […] Der wie ein lustiges Altherrenabenteuer wirkende, mit englischem Understatement inszenierte Film vermag dennoch als spannender Thriller, der allerdings unter seinen Möglichkeiten bleibt, mit einer Garde gestandener britischer Schauspieler zu unterhalten.“

„Die Wildgänse kommen von Andrew V. M.c-Laglen ist kein putziger Tierfilm aus der Disney-Produktion, sondern ein spekulatives Söldnerspektakel […]. Das Drehbuch […] ist eine üble Mixtur aus sich aktuell gebender Action und rüden Rassismen, auch wenn ab und an pseudo-versöhnliche Verständigungs-Sermone gehalten werden – was den Zynismus nur auf die Spitze treibt. In der Reihe schlechter McLaglen-Filme (Der letzte der harten Männer, 1976) ist The Wild Geese der bisherige Tiefpunkt.“

## Auszeichnungen
Der Film erhielt im Jahr 1980 die Goldene Leinwand.

## Synchronisation
| Rolle                | Darsteller       | Synchronsprecher   |
| -------------------- | ---------------- | ------------------ |
| Allen Faulkner       | Richard Burton   | Horst Schön        |
| Shawn Fynn           | Roger Moore      | Niels Clausnitzer  |
| Rafer Janders        | Richard Harris   | Michael Chevalier  |
| Pieter Coetzee       | Hardy Krüger     | Hardy Krüger       |
| Sir Edward Matherson | Stewart Granger  | Klaus Miedel       |
| Arthur Witty         | Kenneth Griffith | Klaus Kindler      |
| Thomas Balfour       | Barry Foster     | Rolf Schult        |
| Rushton              | Patrick Allen    | Wolfgang Pampel    |
| Julius Limbani       | Winston Ntshona  | Christian Brückner |
| Vater Geoghagen      | Frank Finlay     | Joachim Kemmer     |
| RSM Sandy Young      | Jack Watson      | Benno Hoffmann     |